# Боляре (Сьеница)
Боляре (серб. Бољаре) — село в Сербии, у границы с Черногорией. Расположено на плоскогорье Пештер у подножья гор Гилева-Планина, к югу от сербского города Сьеница и к востоку от черногорского города Биело-Поле. Административно относится к общине Сьеница в Златиборском округе.

## Транспорт
В Боляре запланирован пункт пропуска через государственную границу. Строится автомагистраль Белград — Бар (Коридор XI). В дальнейшем планируется соединение с панъевропейским Коридором X, который свяжет Черногорию с Румынией и Центральной Европой и представит транспортному проекту очень высокий национальный и региональный приоритет.
Черногорский участок — автомагистраль Бар — Боляре протяженностью 170 км в настоящее время является основным транспортным проектом в Черногории. Новая автомагистраль соединит Сербию с севером Черногории и далее на юг с Адриатическим побережьем, а также с портом Бар, который является крупным портом на Адриатике.
Черногорский участок проходит через Вирпазар, Матешево и Беране.
Сербский участок проходит через город Пожега.